# Nati nel 1478
| Questa pagina contiene informazioni ricavate automaticamente dalle voci biografiche con l'ausilio del template Bio e di un bot. L'aggiornamento è periodico e automatico e ricostruisce completamente la pagina. Se manca una persona in questa lista, sei pregato di non aggiungerla, ma accertati piuttosto che la sua voce biografica contenga il template Bio e che i dati anagrafici siano correttamente compilati. Se il template Bio manca, inseriscilo tu stesso o, in alternativa, metti l'avviso {{tmp\|Bio}} che ne segnala la mancanza. Se i dati riportati sono sbagliati, correggi direttamente la voce biografica; le modifiche saranno visibili in questa lista entro pochi giorni. Per chiarimenti vedi il progetto biografie. La lista contiene solo le 48 persone che sono citate nell'enciclopedia e per le quali è stato implementato correttamente il template Bio. Pagina aggiornata al 18 ago 2025. |

- 8 gennaio - Konrad Pelikan, umanista e teologo tedesco († 1556)
- 16 gennaio - Contessina de' Medici, nobildonna italiana († 1515)
- 3 febbraio - Edward Stafford, III duca di Buckingham, nobile britannico († 1521)
- 7 febbraio - Tommaso Moro, umanista, scrittore e politico inglese († 1535)
- 14 marzo - Anastasia di Hohenzollern, principessa tedesca († 1534)
- 26 aprile - Dorotea Malatesta, nobildonna italiana
- 26 maggio - Papa Clemente VII, papa, arcivescovo cattolico e cardinale italiano († 1534)
- 30 giugno - Giovanni di Trastámara, principe († 1497)
- 2 luglio - Ludovico V del Palatinato, nobile († 1544)
- 8 luglio - Gian Giorgio Trissino, umanista, poeta e drammaturgo italiano († 1550)
- 13 luglio - Giulio d'Este, nobile italiano († 1561)
- 13 luglio - Kaspar Röist, militare svizzero († 1527)
- 15 luglio - Barbara Jagellona, principessa polacca († 1534)
- 22 luglio - Filippo I d'Asburgo, duca († 1506)
- 3 settembre - Marcantonio I Colonna, nobile e condottiero italiano († 1522)
- 6 dicembre - Baldassarre Castiglione, umanista, letterato e diplomatico italiano († 1529)
- Khayr al-Dīn Barbarossa, corsaro e ammiraglio ottomano († 1546)
- Beltrán de la Cueva, politico e diplomatico spagnolo († 1560)
- Erich von Braunschweig-Grubenhagen, vescovo cattolico e militare tedesco († 1532)
- Mercurio Bua, generale albanese († 1542)
- Niccolò Campani, poeta italiano († 1523)
- Volfango Capitone, teologo tedesco († 1541)
- Salīma Ciśtī, indiano († 1572)
- Francesco Corner, cardinale e vescovo cattolico italiano († 1543)
- Giovan Battista Danti, matematico e ingegnere italiano († 1517)
- Egnazio, filologo italiano († 1553)
- Antonello Freri, scultore italiano († 1536)
- Antonello Gagini, scultore e architetto italiano († 1536)
- Juan García Loaysa, cardinale e arcivescovo cattolico spagnolo († 1546)
- Giorgione, pittore italiano († 1510)
- Jan Gossaert, pittore fiammingo († 1532)
- Leonard Grey, I visconte Grane, nobile e politico inglese († 1541)
- Luigi Guicciardini, politico italiano († 1551)
- Johann Fabri, vescovo cattolico tedesco († 1541)
- Khanzada Begum, principessa indiana († 1545)
- Bisanzio Lupis, storico e poeta italiano († 1555)
- Gianmaria Pomedello, incisore, pittore e medaglista italiano († 1537)
- Bianca Riario, nobile italiana
- Francesco Salamone, condottiero e mercenario italiano († 1569)
- Pedro Gómez Sarmiento de Villandrando, cardinale e arcivescovo cattolico spagnolo († 1541)
- Domenico Selino, vescovo cattolico italiano († 1534)
- Christoph von Stadion, umanista e vescovo cattolico tedesco († 1543)
- Stanislaw Stoss, scultore polacco († 1528)
- Jacobus Sylvius, anatomista e medico francese († 1555)
- Peretta Usodimare, nobildonna italiana († 1550)
- Gruffydd ap Rhys ap Thomas, militare gallese († 1521)
- Sancia d'Aragona, nobile italiana († 1506)
- Oddo degli Oddi, letterato e medico italiano († 1558)